# Chay Santini
Chay Lynn Santini (San Juan, 1976) è una modella e attrice statunitense.
È cresciuta tra Porto Rico e Tampa (Florida). È poi stata a Tallahassee (Florida) e ha frequentato la Florida State University.

## Modella
Come modella è comparsa in pubblicità di Motorola e Avon. È stata eletta "Avon Latina Model" del 1998.
Nel 2000 è arrivata seconda alle selezioni di Miss Mondo per Porto Rico.

## Attrice
Ha preso parte ai seguenti film:
- The Waterboy (1998) - cheerleader dei Cougars
- Directing Eddie (2001) - la ragazza di Oliver
- Nightstalker (2002) - Tina
- Stunt C*cks (2004) - Alexxxis
- Seeing Other People (2004) - Diane

## Lingerie football
Chay Santini ha disputato il campionato del 2005 della Lingerie Football League con la squadra delle Dallas Desire. Oltre alle prove sportive, il torneo comprendeva anche una prova di ballo durante la quale Chay si è distinta anche per il bacio sulle labbra tra lei e la compagna di squadra Linda Overhue. Le Desire sono però state sconfitte dalle Los Angeles Temptation (vincitrici del torneo).